# Marie-Charles David de Mayréna
Marie-Charles David de Mayréna (còn gọi là Charles-Marie David de Mayréna và Marie đệ nhất, Vua xứ Sedang; 31 tháng 1 năm 1842 - 11 tháng 11, năm 1890), là một nhà thám hiểm người Pháp, tự phong là vua Sedang miền bắc Tây Nguyên, vùng sơn cước nam Trường Sơn của Việt Nam ngày nay.

## Sự nghiệp
De Mayréna sinh ra tại Toulon, ông trốn khỏi Paris đến Java tháng 6 năm 1883, vì gánh nặng gia đình và sợ bị  khởi tố do biển thủ tiền bạc. Tới năm sau, ông bị trục xuất khỏi Đông Ấn thuộc Hà Lan. Ông trở lại Pháp và tổ chức một chuyến tàu chở vũ khí đến Aceh. Khi trở lại Đông Ấn, ông ghé Việt Nam năm 1885 và tiến hành điều tra để có báo cao cho Tham biện Biên Hòa là Gailland (tháng 11.1885), lập một đồn điền tại đây. Nhưng do sự cản trở của chính quyền thuộc địa Pháp và cuộc lục soát kiều dân của Tham biện Bà Rịa là Escoubet tháng 5.1887), ông ta bỏ sang Campuchia.
Năm 1888, khi vua Xiêm tuyên bố chủ quyền trên toàn lưu vực sông Cửu Long phía Campuchia thì chính quyền Pháp quan tâm và tìm cách vô hiệu hóa lực lượng theo Xiêm. Toàn quyền Pháp chấp thuận đề nghị của Mayréna tiến hành một cuộc thám hiểm vào sâu trong nội địa để tiếp xúc và liên kết với các bộ tộc địa phương hầu kéo họ ngả về theo Pháp.
Tuy nhiên khi tới nơi, ông thuyết phục một số tù trưởng các bộ lạc thành lập Vương quốc Sedang với ông làm vua. Mayréna, cùng với những người ủng hộ và một số dân chúng các bộ lạc tuyên bố họ không phải là thần dân của hoàng đế Việt Nam, và như vậy có quyền lập ra vương quốc riêng của họ. Vương quốc Sedang được lập ra khi Mayréna được bầu ra bởi thủ lĩnh các bộ lạc Bahnar, Rengao, và Sedang tại làng Kon Gung ngày 3 tháng 6 năm 1888. Ông sau đó tự xưng là Marie Đệ nhất, Vua xứ Sedang .
Vua Marie tuyên bố Công giáo La Mã là quốc giáo, tuy nhiên ông không buộc thần dân của mình phải cải đạo (phần lớn trong số đó theo đạo Hồi), thay vào đó, bản thân ông tuyên bố theo Hồi giáo. Ông tạo ra quốc kỳ của vương quốc Sedang và huân chương danh dự "the Order of Marie the First" mà ông cho đúc tại Hồng Kông.
Ông tìm kiếm công nhận về mặt ngoại giao cho vương quốc của mình, đề nghị sáp nhập vương quốc của mình cho Pháp, để đổi lấy một số đặc quyền, và bóng gió cho biết Phổ cũng tỏ ra quan tâm nếu Pháp không màng tới. Khi chính phủ Pháp cũng dễ hiểu là tỏ ra lạnh nhạt, ông tiếp cận người Anh tại Hồng Kông năm 1889. Bị từ chối, ông quay sang Bỉ. Năm 1889, một nhà tài chính Bỉ tên là Somsy đề nghị cung cấp vũ khí và tiền bạc cho Mayréna để đổi lấy quyền khai mỏ. Tuy nhiên, hải quân Pháp phong tỏa các cảng biển Việt Nam để ngăn không cho ông quay lại, và chuyến vũ khí của ông bị bắt vì là hàng quốc cấm tại Singapore. Mayréna bỏ đi sang Bán đảo Mã Lai thuộc Anh. Tại đó, ngày 11 tháng 11 năm 1890, Marie đệ nhất qua đời một cách bí ẩn (các báo cáo không thống nhất, cái thì cho là ông bị đầu độc, cái thì cho là ông bị rắn cắn, cái thì cho là ông chết trong một trận đấu) tại đảo Tioman.

## Kết cục
Vương quốc Sedang cuối cùng bị Cộng hòa Pháp và xứ bảo hộ An Nam thuộc Pháp của nhà Nguyễn của họ sáp nhập, dù không được chính quyền hay dân chúng Sedang chấp thuận.
Nhà văn và cũng là nghị sĩ Pháp André Malraux viết một cuốn tiểu thuyết không xuất bản về Mayréna mang tên La Condition Humaine. Nam tước de Clappique, cũng viết một kịch bản phim về ông (trong Anti-mémoires bởi Malraux).